# Shichimi tōgarashi

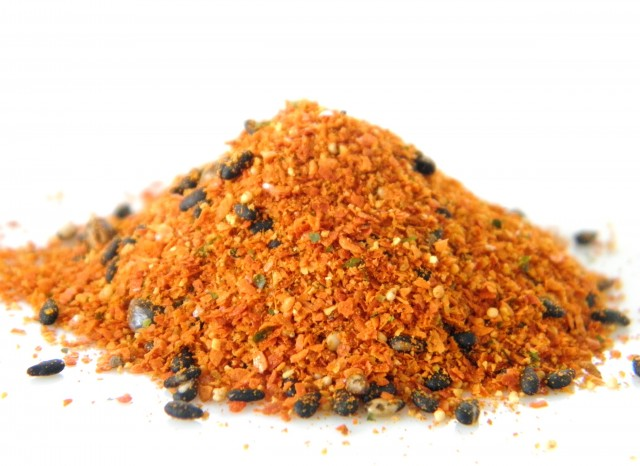
Shichimi tōgarashi

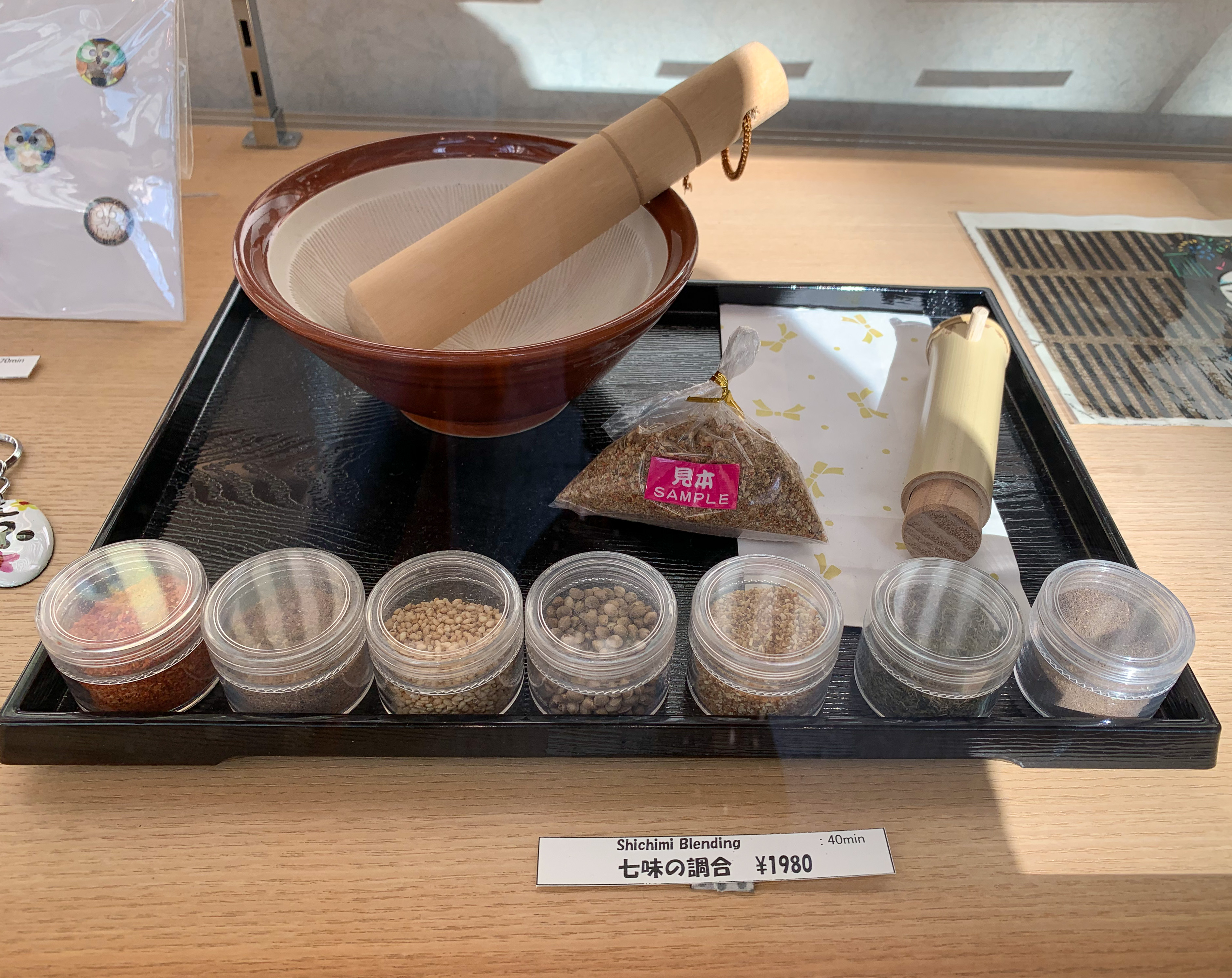
Przygotowane składniki do sporządzenia mieszanki w moździerzu/misce suribachi

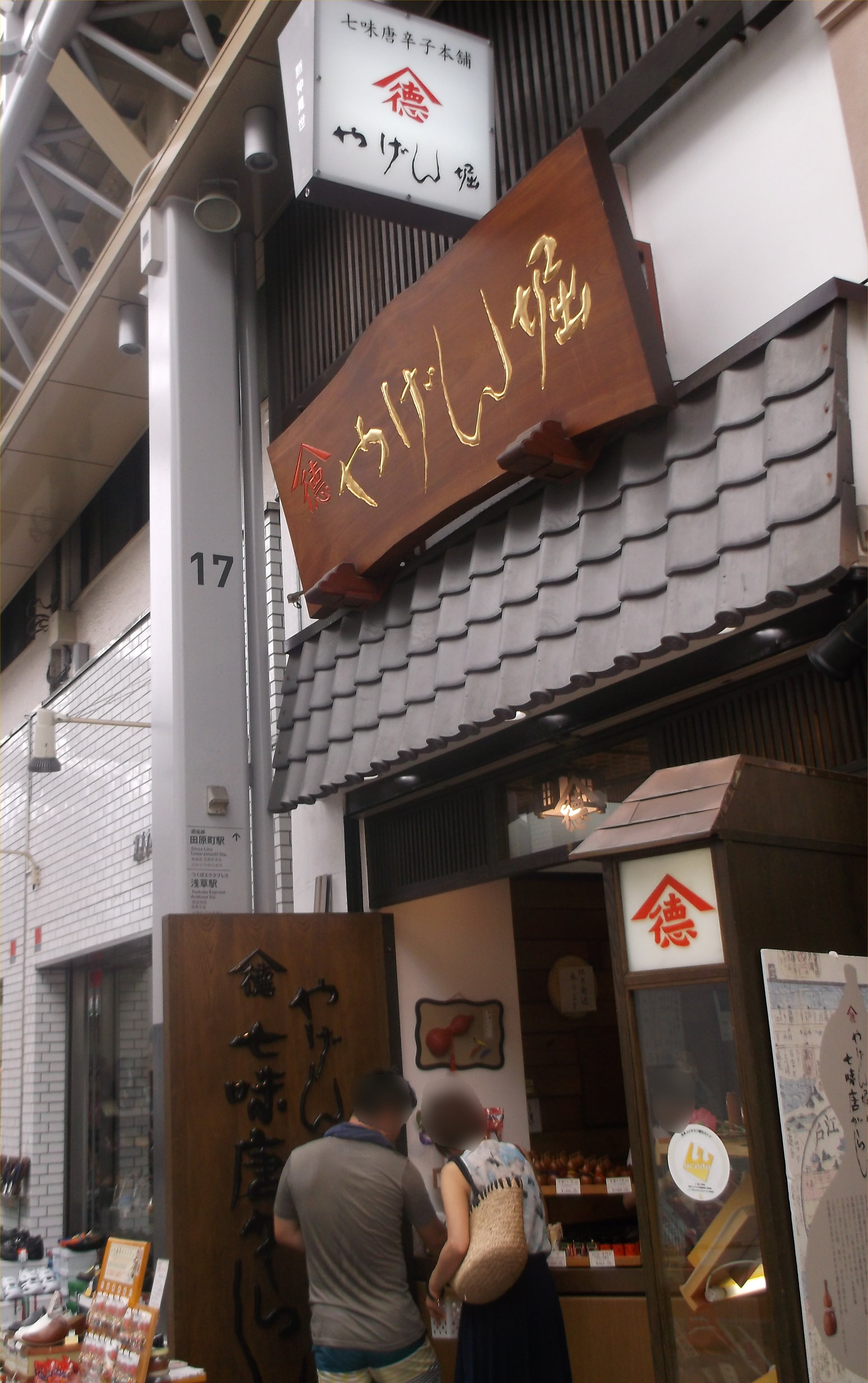
Sklep Yagenbori w tokijskiej dzielnicy Asakusa, 2014 (widoczny znak toku, na czerwono)

Shichimi tōgarashi (jap. 七味唐辛子) – mieszanka siedmiu (shichi, nana) przypraw, używana w japońskiej kuchni, dodawana do różnych potraw, jak: gyūdon, udon, soba, nabe-mono i innych. Najczęściej występuje pod skróconą nazwą shichimi (七味).

## Historia
W 1625 roku pewien kupiec przypraw o imieniu Tokuemon założył sklep nad brzegiem kanału Yagenbori w Edo. Korzystając ze wskazówek zielarzy i aptekarzy, którzy zajmowali się handlem w okolicy, stworzył nową mieszankę przypraw, która była nie tylko smaczna, ale także zdrowa. Nazwał ją shichimi tōgarashi i zyskał taką popularność wśród mieszkańców, że nazwa yagenbori stała się synonimem samej przyprawy o siedmiu smakach. Trzeci siogun z rodu Tokugawa o imieniu Iemitsu zasmakował w przyprawie i udzielił wszystkim następnym pokoleniom mistrzów tej przyprawy pozwolenia na używanie znaku „徳” (toku od  徳川 Tokugawa) w nazwie. Obecny mistrz jest przedstawicielem dziesiątej generacji. 
Używa się także nazw: nana-shu tōgarashi, nana-iro tōgarashi. W mowie potocznej można spotkać się z nazwami nana-iro tongarashi i nana-iro. Natomiast w Kioto używa się nazwy kiyomizu shichimi, od nazwy świątyni buddyjskiej Kiyomizu-dera.

## Składniki
Przyprawa składa się z siedmiu składników, wśród których głównym jest zawsze papryka roczna (jap. 唐辛子 tōgarashi) (Capsicum annuum var. conoides). Pozostałe składniki mogą się różnić, zależnie od pożądanego aromatu i stopnia ostrości.
Oprócz papryki rocznej w skład shichimi tōgarashi mogą wchodzić następujące składniki:
- mak lekarski – jap. 芥子の実 keshi-no-mi; ang. opium-poppy seed; (Papaver somniferum);
- suszona skórka owoców cytrusowych – jap. 陳皮 chinpi, jak: mandarynki mikan (Citrus unshiu), gorzkie pomarańcze (Citrus aurantium), yuzu (Citrus junos);
- sezam indyjski – jap. 胡麻 goma; (Sesamum indicum);
- pieprz syczuański – jap. 花椒 kashō; ang. Sichuan pepper (Zanthoxylum bungeanum);
- pieprz syczuański, pieprz górski – jap. 山椒 sanshō; ang. Japanese pepper (Zanthoxylum piperitum); zmielone owoce z nasionami żółtodrzewu pieprzowego (Zanthoxylum piperitum), podobny do pieprzu syczuańskiego, uzyskiwanego z Zanthoxylum bungeanum;
- ziarna konopi – jap. 麻の実 asa-no-mi; ang. Indian-hemp seed; (Cannabis sativa);
- pachnotka bazyliowata – jap. 紫蘇 shiso; ang. perilla; beefsteak plant, (Perilla frutescens var. crispa);
- wodorosty nori (aonori) – jap. 海苔 (青海苔); ang. nori, edible seaweed, green laver; (Porphyra yezoensis, P. tenera, Enteromorpha);
- imbir lekarski – jap. 生姜 shōga; ang. ginger; (Zingiber officinale)[2][4].